# Raffey Cassidy
Pour les articles homonymes, voir Cassidy.
Raffey Cassidy, née le 12 novembre 2001 à Worsley, dans la banlieue de Salford, est une actrice britannique.

## Biographie
Raffey Cassidy est née le 12 novembre 2001 à Manchester, et réside à Worsley à neuf kilomètres de Manchester dans le Grand Manchester. Actrice depuis l'âge de 7 ans, elle est la sœur cadette de la fratrie d'acteurs composée de Grace Cassidy (en) (Emmerdale), née en 1993, Finney Cassidy (Evermoor) et Mossie Cassidy (Casualty 1909 (en)),.
À l'âge de 11 ans, elle devient la plus jeune actrice britannique à figurer dans la liste influente et sérieuse du magazine Screen International des noms à surveiller comme de possibles futures stars de cinéma britanniques, liste dont ont fait partie Benedict Cumberbatch, Robert Pattinson, Andrew Garfield, et Gemma Arterton. Jusqu'à présent, le magazine n'avait jamais répertorié un acteur de moins de 13 ans.
Elle se fait remarquer par le grand public en 2012, pour ses rôles de jeune Blanche-Neige dans le film Blanche-Neige et le Chasseur auprès de Charlize Theron, Kristen Stewart, et Chris Hemsworth, et celui de la jeune Angélique dans le film Dark Shadows de Tim Burton, avec Johnny Depp, Helena Bonham Carter et Eva Green. Mais son premier grand rôle lui est donné par les studios Disney en 2015 dans le film de science-fiction : À la poursuite de demain auprès de George Clooney, Hugh Laurie et Britt Robertson,, où elle interprète un personnage très complexe puisqu'il s'agit du rôle d'Athena, jeune robot audio-animatronic recruteur venu du futur. Elle interprète la même année le personnage de Molly Moon dans le film Molly Moon and the Incredible Book of Hypnotism, adapté du livre Molly Moon et le Livre magique de l'hypnose.

## Filmographie

### Télévision
- 2009 : Spanish Flu: The Forgotten Fallen (en) (téléfilm) de Justin Hardy : Ellen
- 2012 : Stepping Up (en) (série) : Fraya
- 2013 : Mr Selfridge (série), créée par Andrew Davies : Beatrice Selfridge
- 2013 : 32 Brinkburn Street (série), créée par Karen Laws : Nora

### Cinéma

#### Longs métrages
- 2012 : Dark Shadows de Tim Burton : la jeune Angélique
- 2012 : Blanche-Neige et le Chasseur (Snow White & the Huntsman) de Rupert Sanders : la jeune Blanche-Neige
- 2015 : Molly Moon and the Incredible Book of Hypnotism (adaptation du livre Molly Moon et le Livre magique de l'hypnose) : Molly Moon
- 2015 : À la poursuite de demain (Tomorrowland) de Brad Bird : Athena
- 2016 : Alliés (Allied) de Robert Zemeckis : Anna Vatan
- 2017 : Mise à mort du cerf sacré (The Killing of a Sacred Deer) de Yórgos Lánthimos : Kim Murphy
- 2018 : Vox Lux de Brady Corbet : Albertine/Céleste jeune
- 2019 : L'Autre Agneau (The Other Lamb) de Malgorzata Szumowska : Selah
- 2022 : White Noise de Noah Baumbach : Denise
- 2024 : The Brutalist de Brady Corbet : Zsófia / la fille adolescente de Zsófia en 1980

#### Courts métrages
- 2013 : The Beast de Corinna Faith : Mia
- 2015 : Rust de Brady Hood : Georgie

### Vidéo
- 2016 : Miranda's Letter de Teresa Griffiths (court métrage) : Miranda